# Ria Oomen-Ruijten
Maria Gertruda Hermina Cecilia (Ria) Oomen-Ruijten (ur. 6 września 1950 w Echt-Susteren) – holenderska polityk, parlamentarzystka krajowa, posłanka do Parlamentu Europejskiego III, IV, V, VI i VII kadencji.

## Życiorys
Ukończyła studia z zakresu kształcenia zawodowego w technikach informacji i komunikacji. W połowie lat 70. weszła w skład władz krajowych Apelu Chrześcijańsko-Demokratyczny, była przewodniczącą organizacji młodzieżowej tego ugrupowania.
W latach 1981–1989 sprawowała mandat deputowanej do Tweede Kamer, niższej izby Stanów Generalnych. W 1989, 1994, 1999 i 2004 była wybierana do Parlamentu Europejskiego. Do 1999 pełniła funkcję wiceprzewodniczącej grupy Europejskiej Partii Ludowej. W latach 2007–2009 kierowała delegacją do komisji współpracy parlamentarnej UE-Rosja. W wyborach w 2009 po raz piąty z rzędu uzyskała mandat posłanki do PE, zasiadając w nim do 2014. W 2015 została natomiast członkinią Eerste Kamer, wyższej izby holenderskiego parlamentu (reelekcja w 2019).
Odznaczona kawalerią Orderu Lwa Niderlandzkiego (1994).